# Еллинек, Георг
Георг Е́ллинек (нем. Georg Jellinek; 16 июня 1851, Лейпциг — 12 января 1911, Гейдельберг) — немецкий юрист, государствовед, представитель юридического позитивизма.

## Биография
Родился в Лейпциге 16 июня 1851 года в семье Адольфа Еллинека, известного проповедника еврейской общины Вены.
С 1867 по 1872 год  Георг Еллинек изучал право, историю искусств и философию в Венском, а также в Гейдельбергском и Лейпцигском университетах.
В 1872 году он защитил в Лейпциге диссертацию «Die sozialethische Bedeutung von Recht, Unrecht und Strafe» («Социально-этическое значение права, несправедливости и наказания») став доктором философии, а в 1874 году в Вене получил степень доктора юридических наук.
В 1879 году прошёл процедуру хабилитации на должность профессора в Венском университете. После этого Еллинек занял должность профессора философии права, а в 1881 году был назначен членом государственной экзаменационной комиссии. В 1882 году вышло его фундаментальное сочинение «Die Lehre von den Staatenverbindungen» («Теория унификации государства»). После этого он стал адъюнкт-профессором конституционного права Венского университета.
В 1889 году Еллинек оставил академическую службу Австро-Венгрии и стал профессором швейцарского Базельского университета.
В 1891 году он переезжает в Германию и переходит на должность профессора конституционного и международного права в Гейдельбергском университете.
В 1900 году вышло первое издание основного труда Еллинека «Allgemeine Staatslehre» («Общее учение о государстве»), также известного под названием «Das Recht des Modernen Staates» («Право современного государства»).

## Семья
Георг Еллинек был женат на Камилле Еллинек, урождённой Вертхайм (1860—1940), которую Марианна Вебер убедила в 1900 году присоединиться к движению, боровшемуся за права женщин, и которая стала известной оказанием правовой помощи женщинам, работой над проектами реформирования уголовного законодательства.
У них было шестеро детей, рождённых между 1884 и 1896 годами, из которых четверо не умерли во младенчестве. Сын Вальтер и дочь Дора при нацистах были помещены в концентрационный лагерь Терезиенштадт, а младший сын Отто был замучен до смерти гестапо в 1943 году.

## Научная деятельность
Георг Еллинек — основатель теории несуверенных государств (теория неограниченного, полного суверенитета; унитарная, централистская теория федерализма), согласно которой на всей территории единого государства может существовать только один суверенитет. Государства, вошедшие в федерацию, или присоединённые к империи, хотя и сохраняют определённый объём власти, в то же время полностью утрачивают суверенитет.
Он также выдвинул прогрессивную в его время концепцию самоограничения государства изданными им правовыми нормами.
Он определял государство как целевое единство индивидов, наделённое качествами юридического субъекта, обладающее волей и являющееся носителем прав. Он считал, что государство следует изучать одновременно как особое общественное образование и как правовое явление. Соответственно, его учение имело две стороны: социальную и правовую. Поэтому Еллинека часто называют основоположником немецкой социологии права.
Одной из широко известных работ Еллинека было эссе 1895 года о Декларации прав человека и гражданина, в котором он развил идею об универсальности теории прав человека. В противоположность Эмилю Бутми он рассматривал Декларацию прав человека и гражданина, а также Великую французскую революцию, как ключевые события политической истории XIX века, не в рамках чисто французской традиции, а как аналог революционных идей и движений в Англии и США.
Учение Еллинека о государстве и праве было широко известно помимо Германской империи и Австро-Венгрии, также в Российской империи и Японии. В целом, оно оказало большое влияние на мировую юридическую науку начала XX века.

### На немецком
- Die Socialethische Bedeutung: von Recht, Unrecht und Strafe. — Wien: Alfred Holder: K.K. Hof-und Univerditats-Buchhandler, 1878. — 129 s.
  - 2. Aufl. — Berlin, 1908.
- Die Beziehungen Goethe’s zu Spinoza. Vortrag gehalten im Vereine der Literaturfreunde zu Wien. — Wien, 1878.
- Die rechtliche Natur der Staatenverträge. Ein Beitrag zur juristischen Construction des Völkerrechts. — Wien, 1880.
- Die Lehre von den Staatenverbindungen. — Wien; Berlin, 1882.
- Die Entwickelung des Ministeriums in der Constitutionellen Monarchie. — Wien, 1883.
- Österreich-Ungarn und Rumänien in der Donaufrage. Eine völkerrechtliche Untersuchung. — Wien, 1884.
- Ein Verfassungsgerichtshof für Österreich. — Wien, 1885.
- mit Pliveric, Josef, Das rechtliche Verhältniß Kroatiens zu Ungarn. Mit einem Anhange, die ungarisch-kroatischen Ausgleichsgesetze enthaltend. — Agram, 1885.
- Gesetz und Verordnung: staatsrechtliche Unterduchungen auf rechtsgeschichtlicher und rechtsvergleichender Glundlage. — Freiburg im Breisgau: Akademische Verlagsbuchhandlung von J.C.B. Mohr (Paul Siebeck), 1887. — 412 s.
- System der subjektiven öffentlichen Rechte. — Freiburg im Breisgau, 1892.
- Adam in der Staatslehre. Vortrag gehalten im historisch-philosophischen Verein zu Heidelberg. — Heidelberg, 1893.
- Das Recht der Minoritäten. Vortrag gehalten in der juristischen Gesellschaft zu Wien. — Wien, 1898.
- Allgemeine Staatslehre (Das Recht des Modernen Staates):
  - 1., Aufl. — Berlin, 1900.
  - 2., erg. Aufl. — Berlin, 1905.
  - 3., erg. Aufl. — Berlin, 1914.
- Das Pluralwahlrecht und seine Wirkungen. Vortrag gehalten in der Gehe-Stiftung zu Dresden am 18. März 1905. — Dresden, 1905.
- Verfassungsanderung und Verfassungswandlung: eine staatsrechtlich-politische Abhandlung. — Berlin: Verlag von O. Haring, 1906. — 80 s.
- Der Kampf des alten mit dem neuen Recht. Prorektoratsrede. — Heidelberg, 1907.
- Ausgewählte Schriften und Reden von Georg Jellinek, Bd. 1—2:
  - Bd. 1. — Berlin: Verlag von O. Haring, 1911. — 454 s.

### Русские переводы
- Общее учение о государстве (Право современного государства: Соч. д-ра Георга Еллинека, проф. Гейдельберг. ун-та.) / Пер. под ред. прив.-доц. С.-Петерб. ун-та В. М. Гессена и Л. А. Шалланда. — СПб.: т-во «Общественная польза», 1903. — 532 с.
- Еллинек Г. Декларация прав человека и гражданина. Пер. с нем. 3-е изд., доп. / Пер. под ред. А. Э. Вормса — М.: Тип. т-ва И. Д. Сытина, 1906. — 106 с.
- Еллинек Г. Множественное (плюральное) избирательное право / Пер. с нем. И. Д. Новика. — М.: Изд-е т-ва И. Д. Сытина, 1906. — 56 с.
- Еллинек Г. Право меньшинства: Доклад, читанный в юридическом обществе в Вене. — М.: Изд-е В. М. Саблина, 1906. — 59 с.
- Еллинек Г. Права меньшинства / Под ред. М. О. Гершензона; Пер. с нем. Е. Троповского. — М.: Изд-е М. и С. Сабашниковых, 1906. — 56 с.
- Еллинек Г. Право меньшинства / Пер. с нем. И. Д. Новика. — М.: Изд-е Т-ва И. Д. Сытина, 1906. — 47 с.
- Иеллинек Г. Бюджетное право / Пер. с нем. — Ростов-на-Дону: «Донская речь» Н. Е. Парамонова, ценз. 1906. — 43 с.
- Еллинек Г. Конституции, их изменения и преобразования / Пер. с нем. под ред. и со вступ. Б. А. Кистяковского — СПб.: Изд. юрид. кн. скл. «Право», 1907. — 118 c.
- Еллинек Г. Изменения и преобразования конституций / Пер. с нем. под ред. В. М. Устинова. — СПб.: Тип. Н. Н. Клобукова, 1907. — 96 с.
- Еллинек Г. Конституция, их история и значение в современном праве. — СПб.: Книгоизд-во «Голос», б\г. — 48 с.
- Еллинек Г. Общее учение о государстве. Право современного государства. — Т. 1 / Под ред. С. И. Гессена — 2-е изд., испр. и доп. — СПб.: Изд-е Н. К. Мартынова, 1908. — 626 c.
- Еллинек Г. Борьба старого права с новым / Пер. с нем. Р. К. Ч.; Вступ. ст. А. С. Алексеева. — М.: Книгоизд-во «Заратустра», 1908. — 52 с.
- Еллинек Г. Адам в учении о государстве: Библейское предание и политические теории / Пер. с нем. С. М. Роговина. — М.: Изд-е Н. Н. Клочкова, 1909. — 32 с.
- Еллинек Г. Правительство и парламент в Германии: История развития их отношений: Лекция, прочитанная 13 марта 1909 года в Gehe-Stiftung в Дрездене / Пер. с нем. Э. Пашкевич, под ред., с предисл. А. А. Рождественского. — М.: Изд-е Н. Н. Клочкова, 1910. — 62 с.
- Еллинек Г. Социально-этическое значение права, неправды и наказания. Перевод со 2-го, просмотренного автором издания / Под ред. А. А. Рождественского; Пер. И. И. Власова; Предисл. П. И. Новгородцева. — М.: Изд-е Н. Н. Клочкова, 1910. — 158 c.
- Еллинек Г. Система субъективных публичных прав / Пер. со 2-го нем. изд. под ред. прив.-доц. Моск. ун-та А. А. Рождественского. Вып. 1. — СПб.; М.: Освобождение, 1913. — 26 с.
- Еллинек Г. Общее учение о государстве / Вступ. ст.: Козлихин И. Ю. — СПб.: Юрид. центр Пресс, 2004. — 752 c. — ISBN 5942013101.